# Gouvernement Ntsay I
Pour les articles homonymes, voir Gouvernement Ntsay.
 (octobre 2022).
La mise en forme du texte ne suit pas les recommandations de Wikipédia : il faut le « wikifier ».
Les points d'amélioration suivants sont les cas les plus fréquents :
- Les titres sont pré-formatés par le logiciel. Ils ne sont ni en capitales, ni en gras.
- Le texte ne doit pas être écrit en capitales (les noms de famille non plus), ni en gras, ni en italique, ni en « petit »…
- Le gras n'est utilisé que pour surligner le titre de l'article dans l'introduction, une seule fois.
- L'italique est rarement utilisé : mots en langue étrangère, titres d'œuvres, noms de bateaux, etc.
- Les citations ne sont pas en italique mais en corps de texte normal. Elles sont entourées par des guillemets français : « et ».
- Les listes à puces sont à éviter, des paragraphes rédigés étant largement préférés. Les tableaux sont à réserver à la présentation de données structurées (résultats, etc.).
- Les appels de note de bas de page (petits chiffres en exposant, introduits par l'outil «  Source ») sont à placer entre la fin de phrase et le point final[comme ça].
- Les liens internes (vers d'autres articles de Wikipédia) sont à choisir avec parcimonie. Créez des liens vers des articles approfondissant le sujet. Les termes génériques sans rapport avec le sujet sont à éviter, ainsi que les répétitions de liens vers un même terme.
- Les liens externes sont à placer uniquement dans une section « Liens externes », à la fin de l'article. Ces liens sont à choisir avec parcimonie suivant les règles définies. Si un lien sert de source à l'article, son insertion dans le texte est à faire par les notes de bas de page.
- La présentation des références doit suivre les conventions bibliographiques. Il est recommandé d'utiliser les modèles {{Ouvrage}}, {{Chapitre}}, {{Article}}, {{Lien web}} et/ou {{Bibliographie}}. Le mode d'édition visuel peut mettre en forme automatiquement les références.
- Insérer une infobox (cadre d'informations à droite) n'est pas obligatoire pour parachever la mise en page.

Pour une aide détaillée, merci de consulter Aide:Wikification.
Si vous pensez que ces points ont été résolus, vous pouvez retirer ce bandeau et améliorer la mise en forme d'un autre article.
IVe République
Mahafaly Ntsay II
Le Gouvernement Ntsay I est l'exécutif de Madagascar depuis juin 2018. Il est dirigé par le Premier ministre Christian Ntsay, haut fonctionnaire nommé le 4 juin 2018 chef d'un gouvernement d'union par le président de la République Hery Rajaonarimampianina et reconduit en janvier 2019 par le président Andry Rajoelina  élu le 19 décembre 2018 et maintenu en fonction après les élections législatives tenues le 27 mars 2019.

## Composition
Le 11 juin 2018, la composition du gouvernement est la suivante :
- Ministre de la Défense nationale : général de corps d’armée Béni Xavier Rasolofonirina
- Ministre des Affaires étrangères : Eloi Alphonse Maxime Dovo
- Garde des Sceaux, Ministre de la Justice : Mme Noro Vololona Harimisa
- Ministre  des Finances et du Budget : Mme Vonintsalama Sehenosoa Andriambololona
- Ministre de l’Intérieur et de la Décentralisation : Tianarivelo Razafimahefa
- Ministre de la Sécurité publique : Érick Michel Wouli Soumah Idrissa
- Ministre de l'Économie et du Plan : Marcel Arsonaivo Napetoke
- Ministre de l’Aménagement du territoire et des Services fonciers : Mme Christine Razanamahasoa
- Ministre de l’Agriculture et de l’Élevage et de la Pêche : Harison Edmond Randriarimanana
- Ministre des Mines et du Pétrole : Henry Rabary-Njaka
- Ministre des Ressources Halieutiques et de la Pêche : Augustin Andriamananoro
- Ministre de l’Industrie et du Développement du Secteur Privé : Guy Rivo Randrianarisoa
- Ministre du Commerce et de la Consommation : Mme Yvette Sylla
- Ministre des Travaux Publics et des Infrastructures : Jacques Ulrich Andriantiana
- Ministre des Transports et de la Météorologie : Ralava Beboarimisa
- Ministre de l’Energie et des Hydrocarbures : Lantoniaina Rasoloelison
- Ministre de la Santé publique : Harinirina Yoël Honora Rantomalala
- Ministre de l’Education nationale : Gatien Horace
- Ministre de la Fonction Publique, de la Réforme de l’Administration, du Travail, de l’Emploi et des Lois Sociales : Holder Ramaholimasy
- Ministre de l’Enseignement Supérieur et de la Recherche Scientifique : Mme Marie-Monique Rasoazananera
- Ministre de l’Enseignement Technique et de la Formation Professionnelle : Mme Lydia Aimée Vololona Rahantasoa
- Ministre du Tourisme : Jean Brunelle Razafintsiandraofa
- Ministre de l’Eau, de l’Assainissement et de l’Hygiène :  Roland Ravatomanga
- Ministre de l’Environnement, de l’Ecologie et des Forêts : Guillaume Venance Randriatefiarison
- Ministre de la Culture, de la Promotion de l’Artisanat et de la Sauvegarde du Patrimoine : Mme Eléonore Johasy
- Ministre des Postes, des Télécommunications et du Développement numérique : Jean de Dieu Maharante
- Ministre de la Communication et des Relations avec les Institutions : Riana Andriamandavy VII
- Ministre de la Population, de la Protection sociale et de la Promotion de la Femme : Mme Irmah Naharimamy
- Ministre de la Jeunesse et des Sports : Tsihoara Faratiana Eugène
- Secrétaire d’État auprès du ministère de la Défense nationale chargé de la Gendarmerie : général de division Jean Christophe Randriamanarina